# Ceratomia catalpae
'Ceratomia catalpae) là một loài bướm đêm trong họ Sphingidae.
Ceratomia catalpae là loài bản địa đông nam Bắc Mỹ và sinh sống trên cây catalpa mọc trong khu vực này. Loài này có ở Maine, phía tây tới Iowa, phía nam tới Florida, the gulf states và Texas.

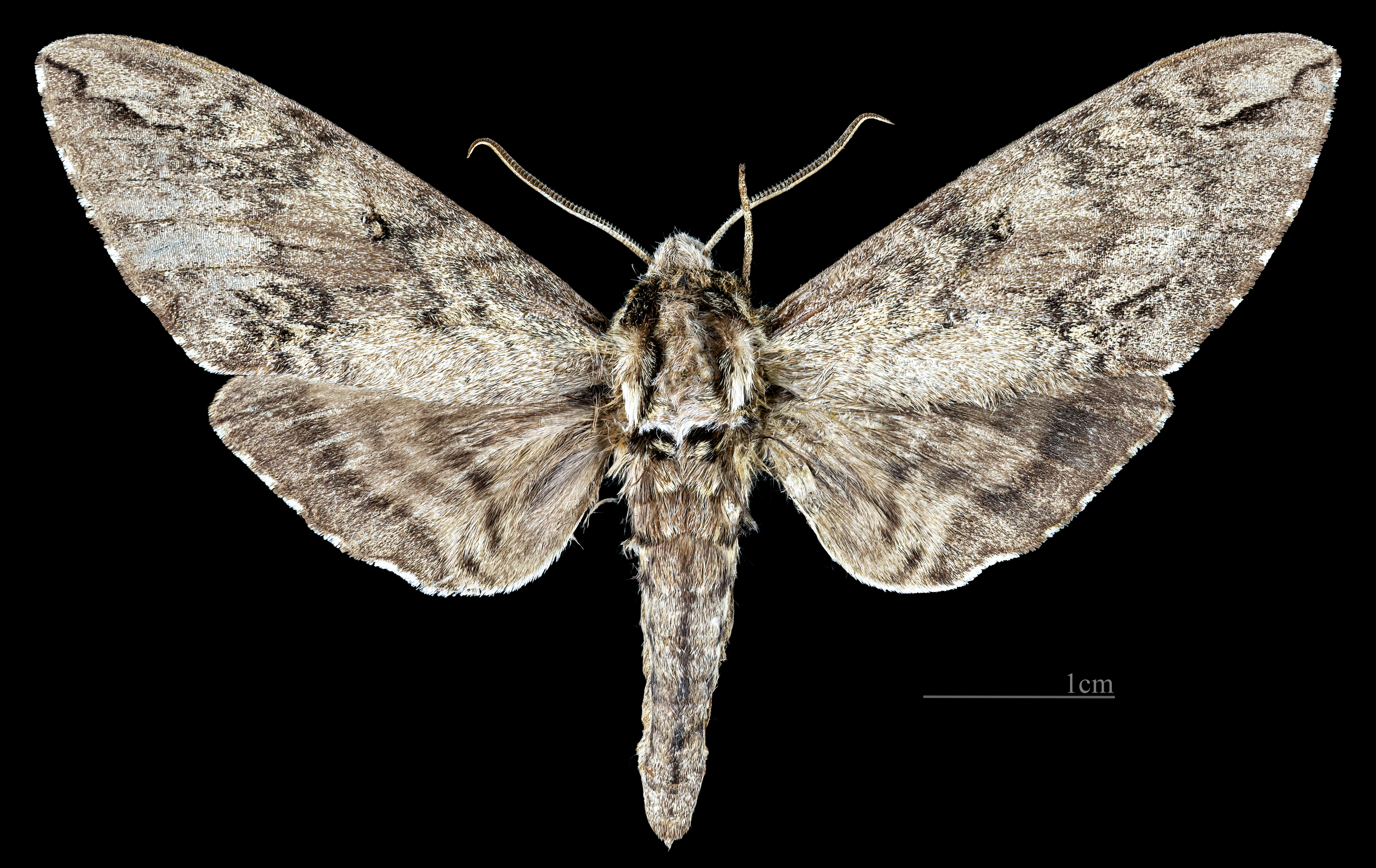
♂
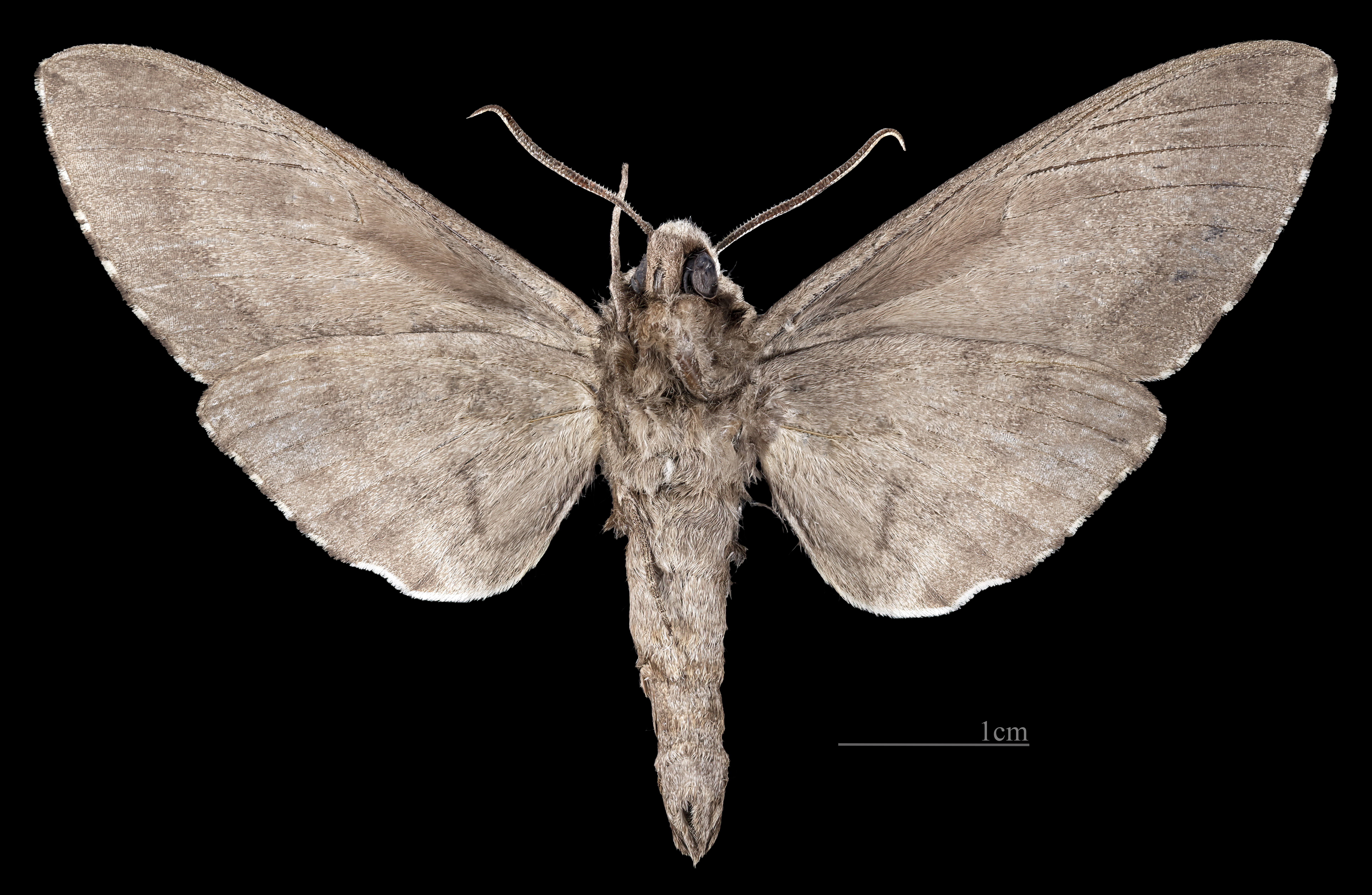
♂ △
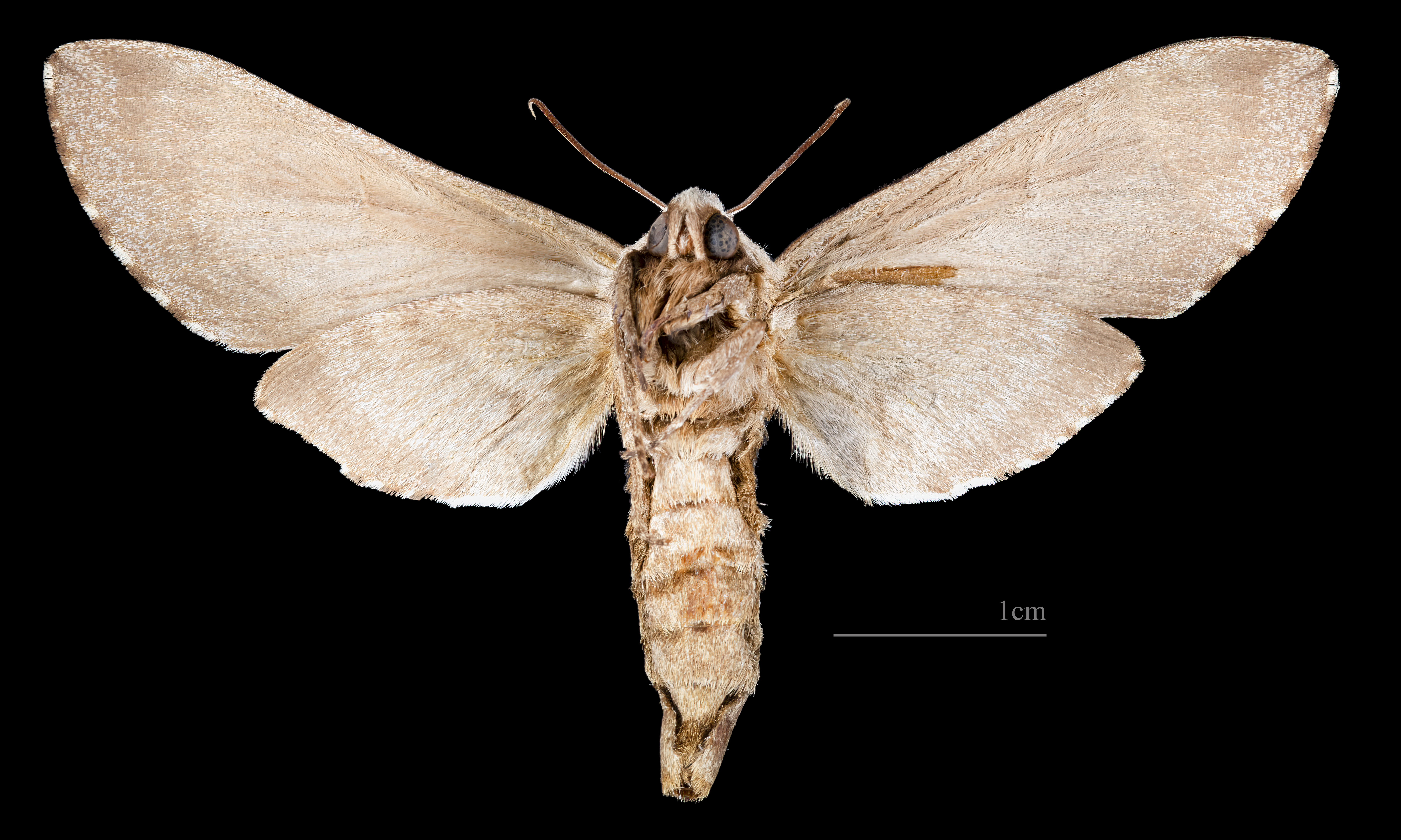
♀
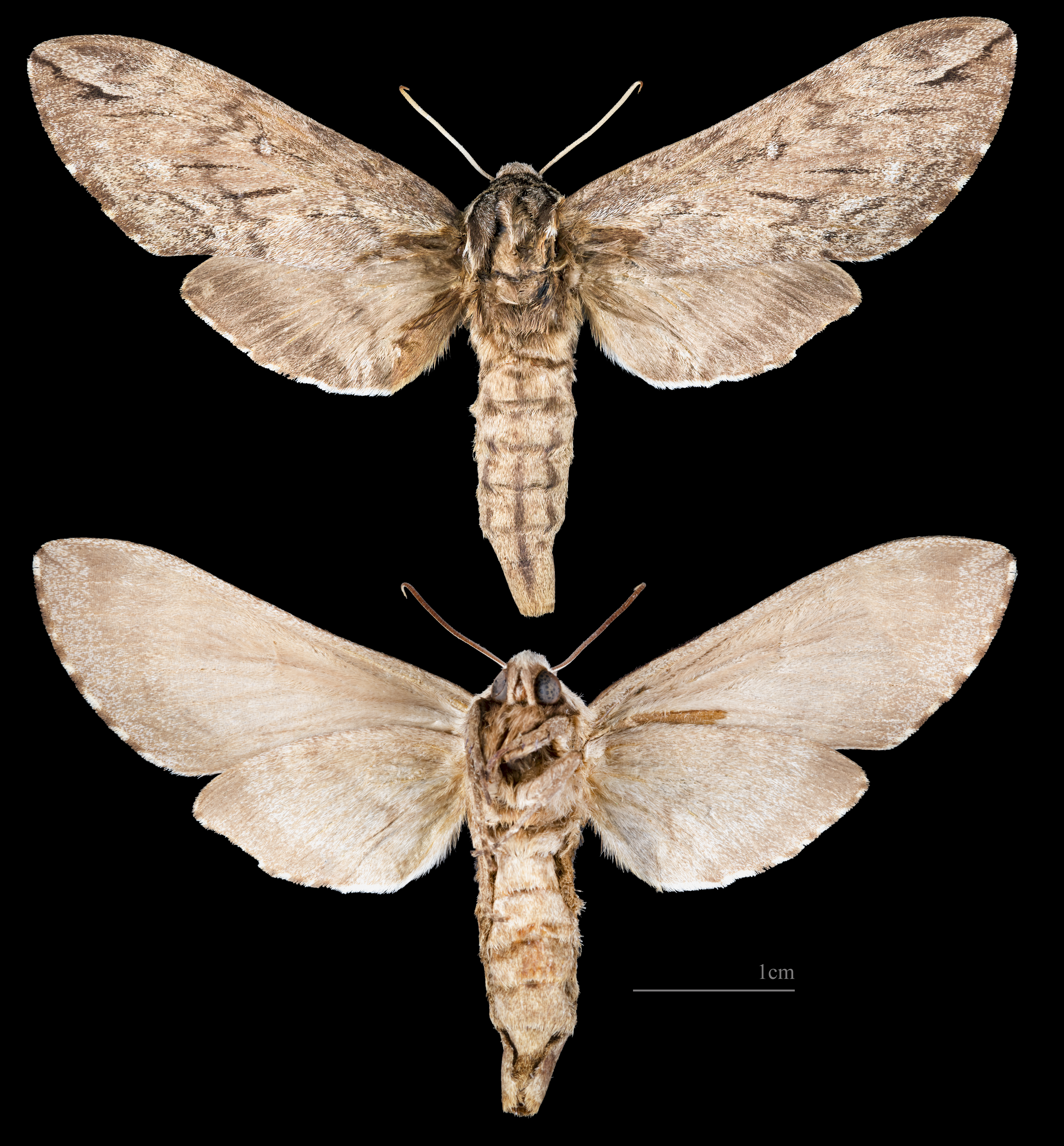
♀ △

Ấu trùng và sâu ăn các cây sau:
- Catalpa bignonioides
- Catalpa speciosa